# 13346 Danielmiller
13346 Danielmiller è un asteroide della fascia principale. Scoperto nel 1998, presenta un'orbita caratterizzata da un semiasse maggiore pari a 2,3864402 UA e da un'eccentricità di 0,1829998, inclinata di 1,37197° rispetto all'eclittica.